# Passiflora pinnatistipula
Passiflora pinnatistipula là một loài thực vật có hoa trong họ Lạc tiên. Loài này được Cav. mô tả khoa học đầu tiên năm 1799.